# Monasterio de la Visitación de las Salesas Reales
El Monasterio de la Visitación de las Salesas Reales es un edificio religioso diseñado por el arquitecto gallego Antonio Palacios, situado en el barrio de Teis, en Vigo, España.
El edificio es de estilo regionalista, con un cierto aire medieval, en el que se emplean los sistemas constructivos tradicionales gallegos y el estilo de otros edificios del arquitecto como el templo Votivo del Mar, en la localidad cercana de Panxón, o la casa consistorial de Porriño, aunque en este caso presenta una mayor monumentalidad.